# Bakdal-dong
Bakdal-dong (박달동, 博達洞) là phường của quận Manan trong thành phố Anyang, tỉnh Gyeonggi, Hàn Quốc. Nó chính thức chia thành Bakdal-1-dong và Bakdal-2-dong.

## Liên kết
- Bakdal-1-dong (tiếng Hàn)
- Bakdal-2-dong (tiếng Hàn)

Bản mẫu:Tọa độ missing